# Représentations diplomatiques de la Mauritanie

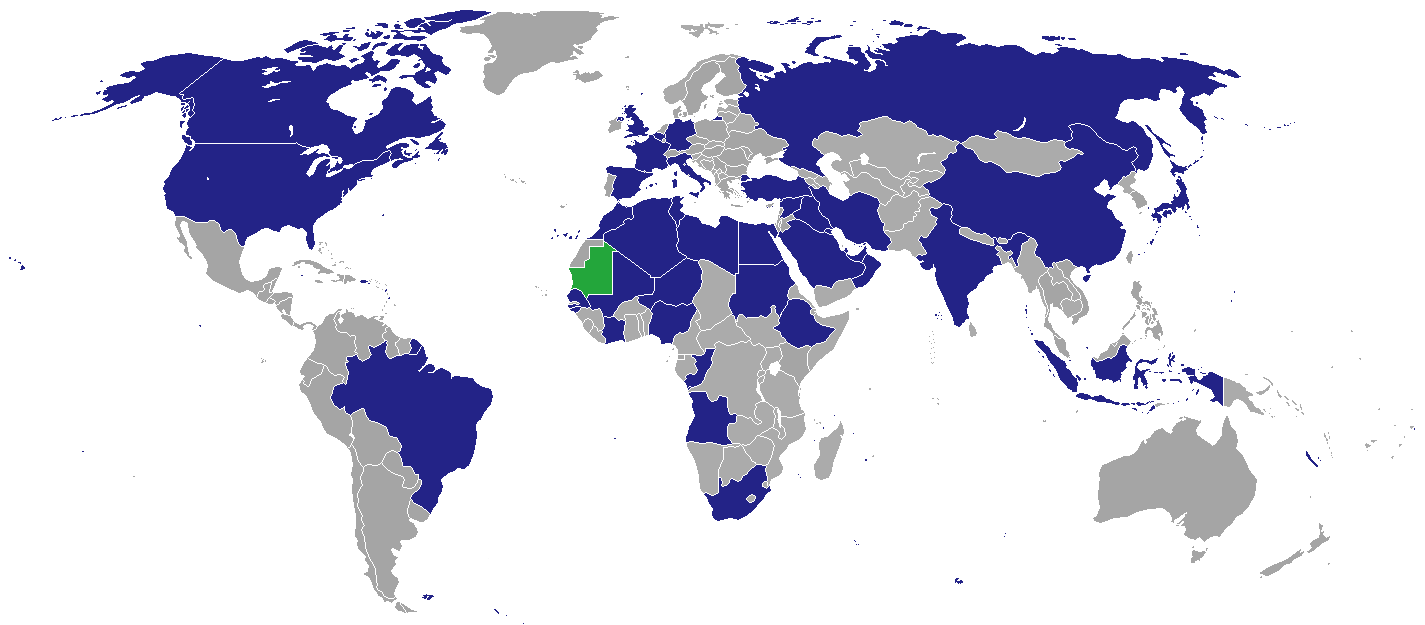
Missions diplomatiques de la Mauritanie.

Cet article liste les représentations diplomatiques de la Mauritanie à l'étranger, en excluant les consulats honoraires.

## Afrique
- Afrique du Sud
  - Pretoria (ambassade)
- Algérie
  - Alger (ambassade)
- Angola
  - Luanda (ambassade)
- Côte d'Ivoire
  - Abidjan (ambassade)
- Égypte
  - Le Caire (ambassade)
- Éthiopie
  - Addis-Abeba (ambassade)
- Guinée-Bissau
  - Bissau (ambassade)
- Libye
  - Tripoli (ambassade)
- Mali
  - Bamako (ambassade)
- Maroc
  - Rabat (ambassade)
- Niger
  - Niamey (ambassade)
- Nigeria
  - Abuja (ambassade)
- République du Congo
  - Brazzaville (ambassade)
- Sénégal
  - Dakar (ambassade)
- Soudan
  - Khartoum (ambassade)
- Tunisie
  - Tunis (ambassade)

## Amérique
- Brésil
  - Brasilia (ambassade)
- Canada
  - Ottawa (ambassade)
- États-Unis
  - Washington (ambassade)

## Asie
- Arabie saoudite
  - Riyad (ambassade)
  - Djeddah (consulat)
- Chine
  - Pékin (ambassade)
- Émirats arabes unis
  - Abou Dhabi (ambassade)
- Indonésie
  - Jakarta (ambassade)
- Irak
  - Bagdad (ambassade)
- Iran
  - Téhéran  (ambassade)
- Japon
  - Tokyo (ambassade)
- Koweït
  - Koweït (ambassade)
- Oman
  - Mascate (ambassade)
- Qatar
  - Doha (ambassade)
- Syrie
  - Damas (ambassade)
- Turquie
  - Ankara (ambassade)

## Europe
- Allemagne
  - Berlin (ambassade)
- Belgique
  - Bruxelles (ambassade)
- Espagne
  - Madrid (ambassade)
  - Las Palmas de Grande Canarie (consulat)
- France
  - Paris (ambassade)
- Italie
  - Rome (ambassade)
- Russie
  - Moscou (ambassade)
- Royaume-Uni
  - Londres (ambassade)

## Organisations internationales
- Le Caire (mission permanente auprès de la Ligue arabe)
- - Bruxelles (mission permanente auprès de l'Union européenne)
- - Genève (mission permanente à l'ONU et d'autres organisations internationales)
  - New York (mission permanente à l'ONU)
- - Paris (mission permanente à l'UNESCO)

## Galerie

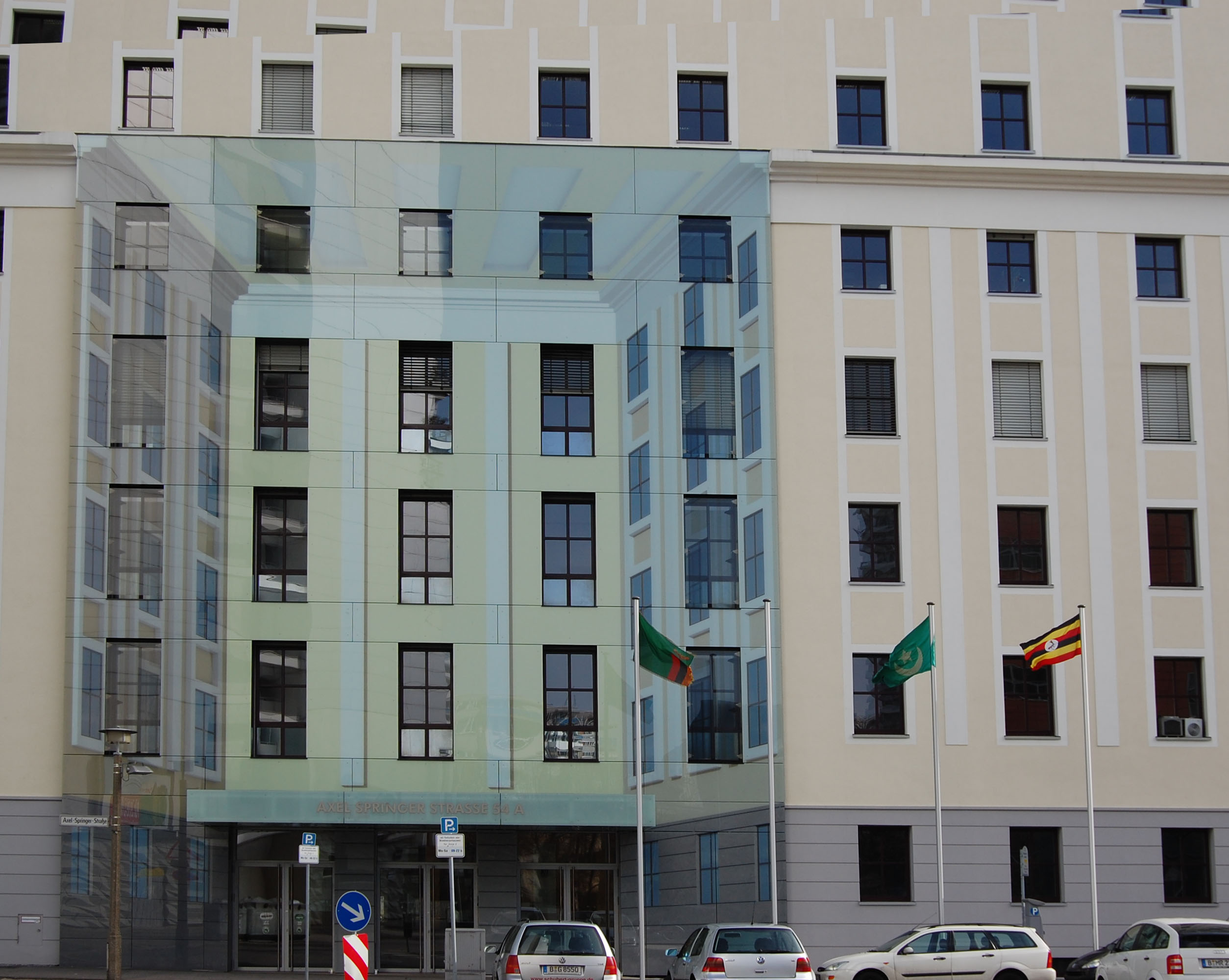
Ambassade à Berlin.
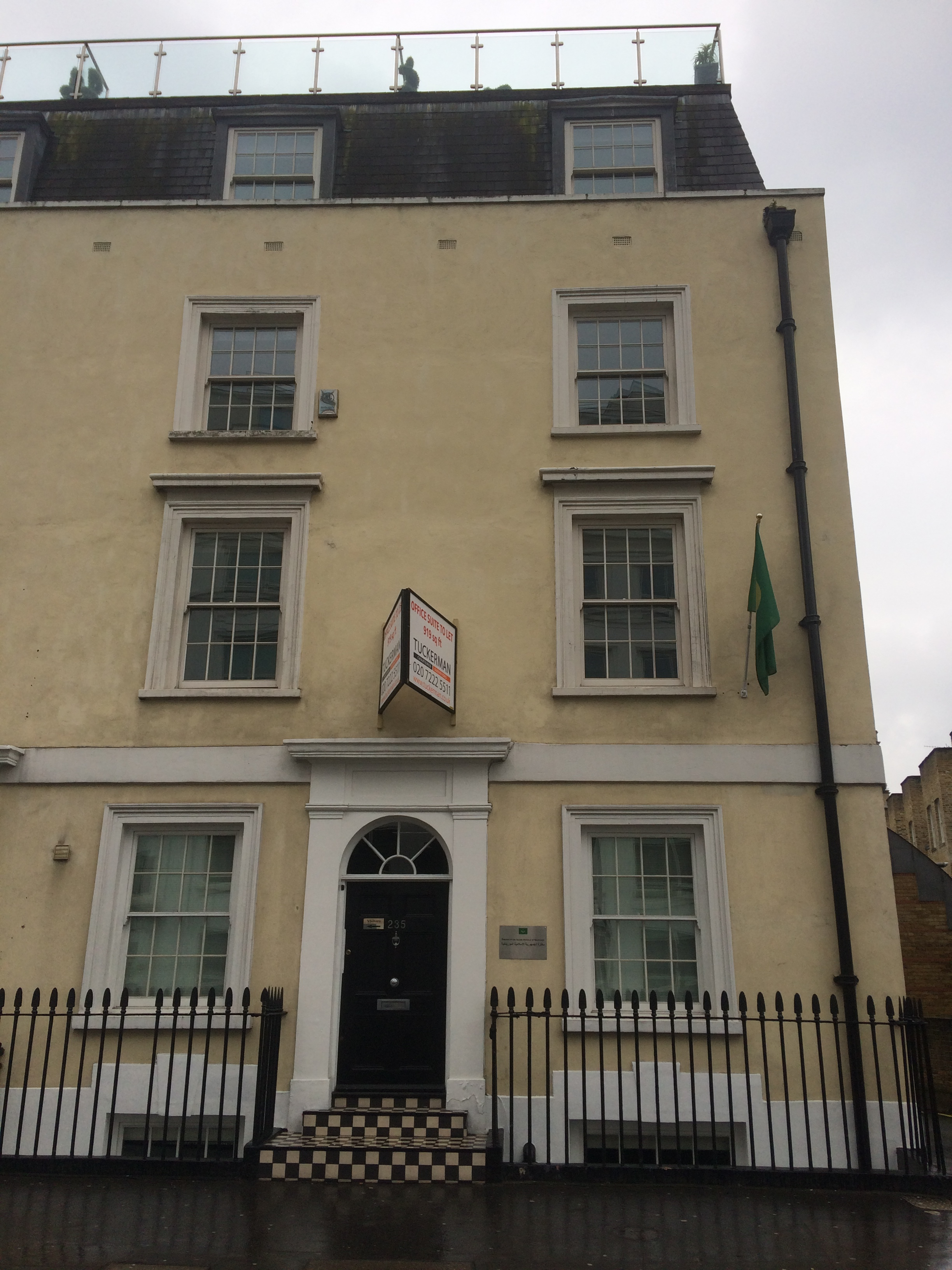
Ambassade à Londres.
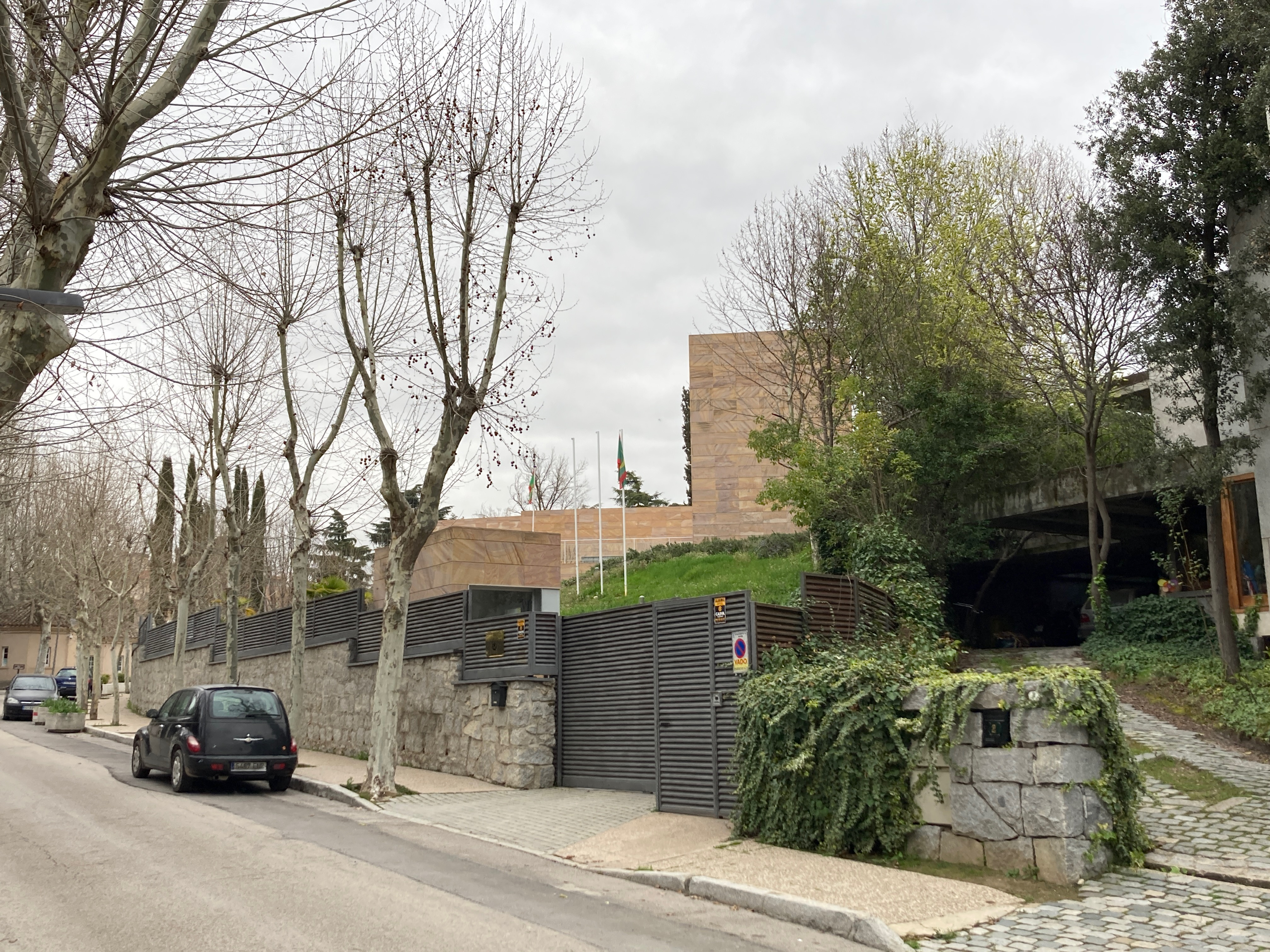
Ambassade à Madrid.
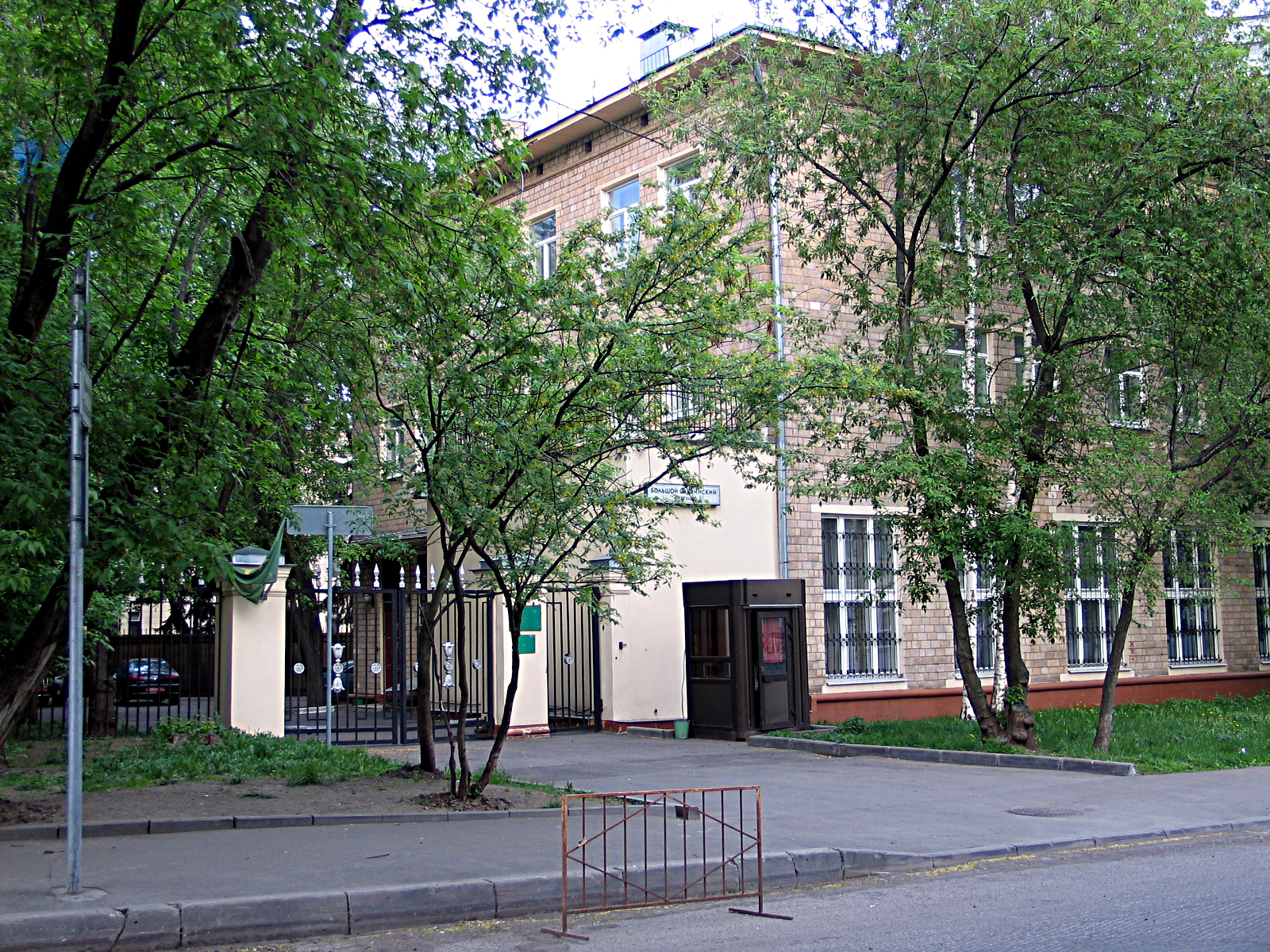
Ambassade à Moscou.
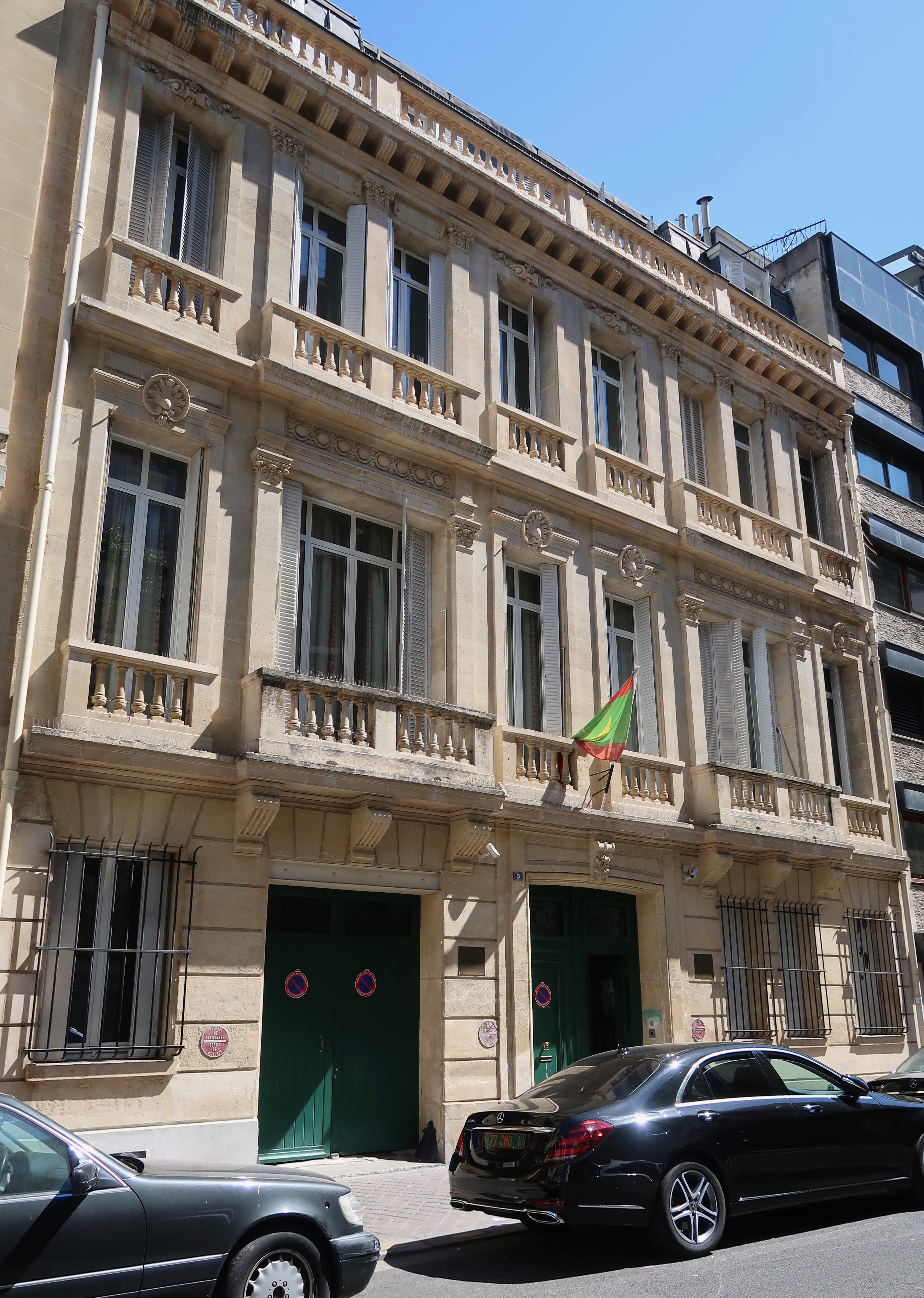
Ambassade à Paris.
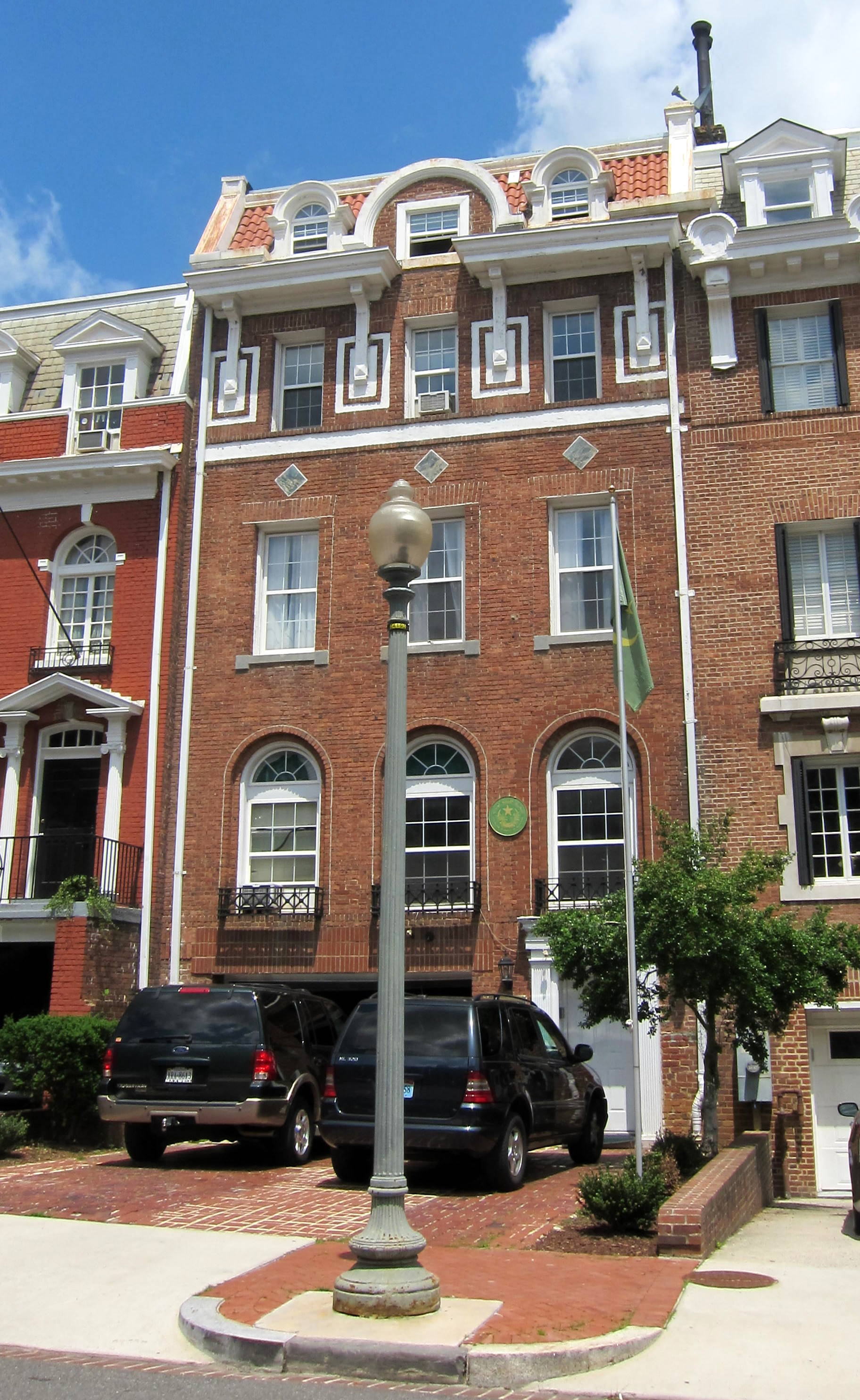
Ambassade à Washington.